# Taisei Yokusankai
La Asociación de Apoyo al Régimen Imperial (大政翼贊會/大政翼賛会 Taisei Yokusankai?) fue una organización ultranacionalista del Imperio del Japón, creada en octubre de 1940 por el primer ministro Fumimaro Konoe para promover los objetivos del Shintaisei ("Nuevo Orden"). El Taisei Yokusankai pronto evolucionó hacia un partido político de tipo estatista que buscaba acabar con las divisiones existentes en la política y la economía del Imperio de Japón para a su vez crear un estado totalitario de partido único, con el fin de maximizar la eficacia de la guerra total que Japón sostenía con China.

## Historia

### Orígenes y formación

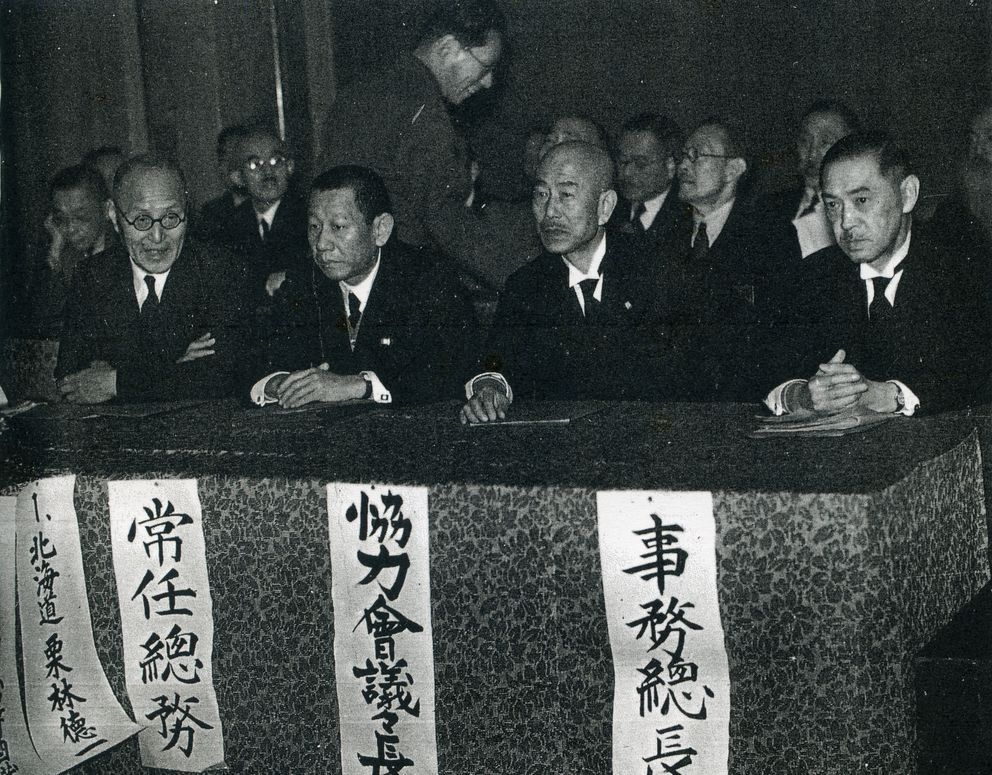
Grupo directivo del Taisei Yokusankai (1940).

Basado en las recomendaciones del Shōwa Kenkyūkai, Konoe concibió originalmente el Taisei Yokusankai como un partido político reformista que superara las diferencias irreconciliables y camarillas políticas entre burócratas, políticos y militares. En el verano de 1937, Konoe asignó 37 miembros elegidos de todo el espectro político con el fin de hacer un comité preparatorio que se reuniría en Karuizawa, prefectura de Nagano. El comité incluía los colegas políticos de Konoe. Fumio Gotō, el Conde Yoriyasu Arima, y el exsindicalista y portavoz de la derecha, Fusanosuke Kuhara. Los sectores "socialistas" y populistas estuvieron representados por Kingorō Hashimoto, mientras que el tradicionalismo militar lo estuvo por parte de Senjuro Hayashi, Heisuke Yanagawa y Nobuyuki Abe.
Konoe propuso originalmente que el Taisei Yokusankai estaría organizada bajo líneas sindicalistas, con nuevos miembros asignados a ramas basadas en la ocupación, y que se desarrollarían canales para la participación masiva del pueblo común para “ayudar al Régimen Imperial”.
Sin embargo, desde un comienzo, no existía un consenso en una causa común, como un consejo de líderes que representara el fin del espectro político, y finalmente, el partido fue organizado sobre la base de líneas geográficas, provocando la existencia de subdivisiones políticas. Por lo tanto, todos los líderes de gobiernos locales al nivel de gobierno de villa, pueblo, ciudad y prefectura automáticamente recibió la posición equivalente dentro de su rama local del Taisei Yokusankai.

### Actividades durante la guerra

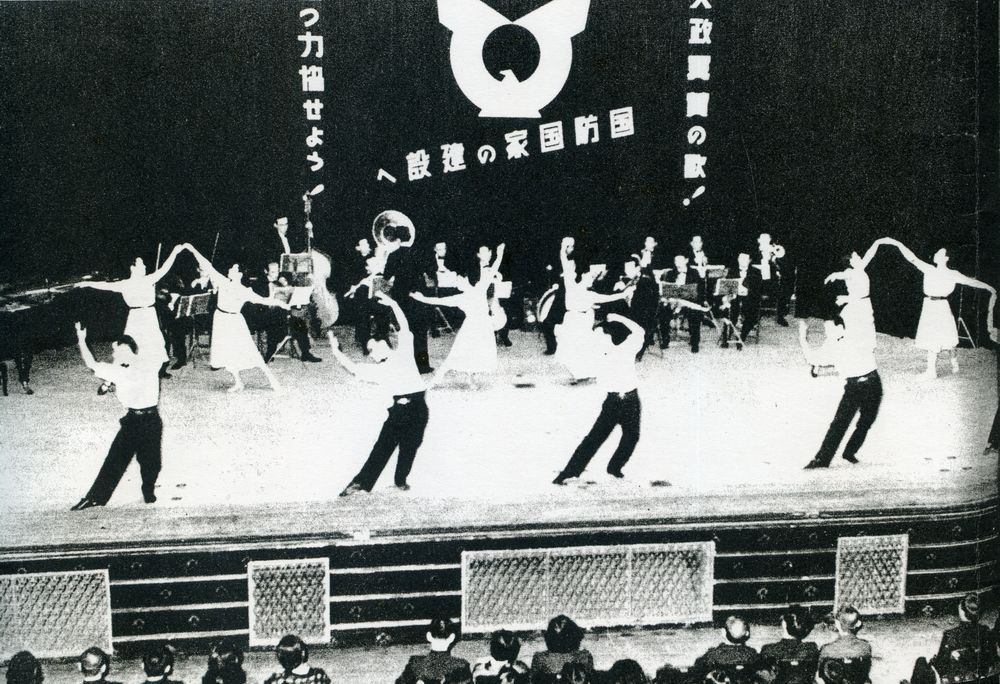
Celebraciones de la fundación del Taisei Yokusankai.

Hacia octubre de 1940, el Taisei Yokusankai sistematizó y formalizó el Tonarigumi, un sistema nacional de asociaciones de vecinos. En la edición del 6 de noviembre de 1940 del Shashin Shūhō se explicó el propósito de esta infraestructura:

El movimiento Taisei Yokusankai se ha volcado en el cambio para reconstruir un nuevo Japón y completar un nuevo orden en la Gran Asia Oriental que, claro y evidente, es la construcción de un Nuevo orden mundial. El Taisei Yokusankai es, ampliamente hablando, el movimiento de la Nueva Orden que serán, en una palabra, colocados Cien Millones en un nuevo cuerpo bajo esta nueva organización que conducirá todas nuestras energías y habilidades por el bien de la nación. ¿Nosotros no estamos preparados mentalmente a ser miembros de esta nueva organización y, como un adulto a otro, sin soportar a nuestros superiores en temor o estar preocupados con el pasado, rechazando todas las preocupaciones privadas con el fin de realizar el servicio público? Bajo el Taisei Yokusankai están los pueblos, villas y tonariguni, permitiéndonos la convocación de reuniones de consejo y avanzar las actividades de esta organización.

En febrero de 1942, todas las asociaciones de mujeres fueron fusionadas en la Asociación de Mujeres del Gran Japón, que se unió al Taisei Yokusankai en mayo. Toda mujer adulta en Japón, con excepción las menores de veinte años y solteras, eran obligadas a unirse a la asociación. Del mismo modo, en junio de ese año todas las organizaciones juveniles fueron fusionadas en el Cuerpo Juvenil de Apoyo al Régimen Imperial del Gran Japón (翼賛青年団 Yokusan Sōnendan?) basado en el modelo de las Sturmabteilung (SA) alemanas.
En marzo de 1942, el primer ministro Hideki Tōjō intentó eliminar la influencia de políticos electos con el establecimiento de una comisión nacional de elecciones patrocinado por el gobierno, que restringía a los candidatos que no pertenecían al gobierno impidiéndolos a participar en la votación. Luego de la elección general de 1942, todos los miembros de la Dieta fueron obligados a unirse al Yokusan Seijikai (Asociación Política de Asistencia al Régimen Imperial) que efectivamente convertía a Japón en un estado unipartidista. Sin embargo, como todos los antiguos líderes políticos dentro de la Dieta retuvieron sus escaños y su influencia, Japón no evolucionó completamente al totalitarismo. El Taisei Yokusankai fue disuelto formalmente el 13 de junio de 1945.
Durante la ocupación de Japón, las autoridades estadounidenses purgaron a miles de líderes gubernamentales de la vida pública por ser miembros de la asociación.

## Principios e ideales

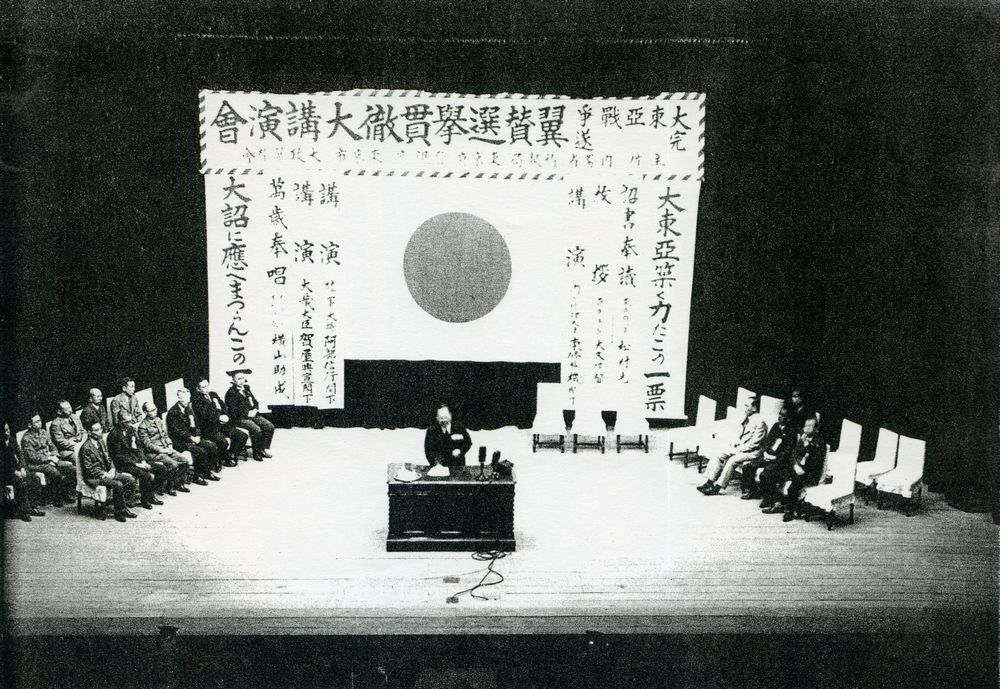
Discurso en la elección del Taisei Yokusankai (1942).

Previo paso a la creación del Taisei Yokusankai, Konoe había promulgado la Ley de Movilización General del Estado, que nacionalizó las industrias estratégicas, los medios de comunicación, y los sindicatos de trabajadores, en preparación a una guerra total con China.
Los sindicatos de trabajadores fueron reemplazados por la Ordenanza del Servicio de Reclutamiento Nacional, que facultó al gobierno a reclutar trabajadores civiles a industrias de guerra críticas. La sociedad fue movilizada y adoctrinada a través del Movimiento de Movilización Espiritual Nacional, que organizó eventos patrióticos y manifestaciones masivas, y promovió eslóganes como “Yamato-damashii” y “Hakko Ichiu” para apoyar el militarismo japonés.
Adicional a la organización del apoyo a las guerras en China y en el Pacífico, el Taisei Yokusankai ayudó a mantener el orden público y proveyó ciertos servicios públicos a través del programa de asociación de barrios o "Asociación de vecinos", más conocidas como tonarigumi. También jugó un rol en incrementar la productividad, el monitoreo del racionamiento y la organización de la Defensa civil.
El Taisei Yokusankai también fue militarizado durante la Segunda Guerra Mundial, con sus miembros usando uniforme color caqui. En el último período de la guerra, los miembros recibieron entrenamiento militar y fue proyecto a integrarse como una milicia civil en caso de una hipotética Invasión estadounidense.

## Líderes
| # | Imagen | Nombre         | Inicio                | Final                 |
| - | ------ | -------------- | --------------------- | --------------------- |
| 1 |        | Fumimaro Konoe | 12 de octubre de 1940 | 18 de octubre de 1941 |
| 2 |        | Hideki Tōjō    | 18 de octubre de 1941 | 22 de julio de 1944   |
| 3 |        | Kuniaki Koiso  | 22 de julio de 1944   | 7 de abril de 1945    |
| 4 |        | Kantarō Suzuki | 7 de abril de 1945    | 13 de junio de 1945   |